# Lipotriches orientalis
Lipotriches orientalis är en biart som först beskrevs av Heinrich Friese 1909.  Lipotriches orientalis ingår i släktet Lipotriches och familjen vägbin. Inga underarter finns listade i Catalogue of Life.